# Фёдоровка (Творишинское сельское поселение)
Не следует путать с другой одноимённой деревней в том же административном районе.
Фёдоровка — деревня в Гордеевском районе Брянской области, в составе Творишинского сельского поселения. Расположена в 10 км к северо-востоку от села Творишино. Население — 24 человека (2010).

## История
Основана в середине XVIII века стародубским полковником Ф. Максимовичем; позднее во владении его наследников (казачьего населения не имела).
До 1781 года входила в Новоместскую сотню Стародубского полка; с 1782 по 1921 в Суражском уезде (с 1861 — в составе Гордеевской волости); в 1921—1929 в Клинцовском уезде (та же волость). С 1929 года в Гордеевском районе, а при его временном расформировании (1963—1985) — в Клинцовском районе.
Для отличия от другой одноимённой деревни, расположенной несколько западнее, в XIX веке также называлась «Лобановка», а в XX веке — «Фёдоровка 1-я».
С 1919 до 1954 года — центр Фёдоровского (1-го) сельсовета; в 1954—2005 в Казаричском сельсовете.

## Население
216 человек (1860), 532 человека (1886, 21 человек (2013).